# Sauris ursula
Sauris ursula är en fjärilsart som beskrevs av Robinson 1975. Sauris ursula ingår i släktet Sauris och familjen mätare. Inga underarter finns listade.